# Oskar Werner

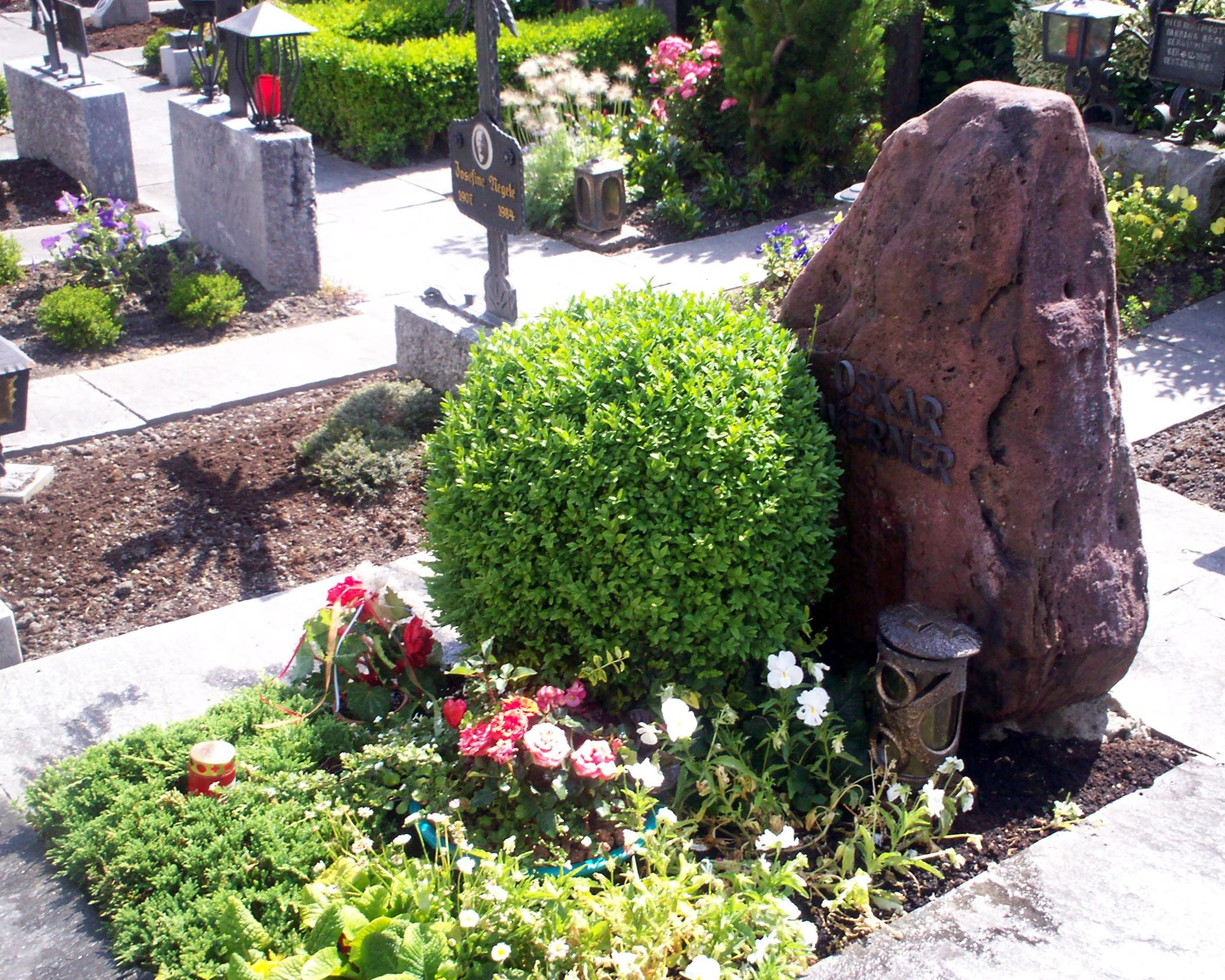
Oskar Werners gravvård.

Oskar Werner, född Oskar Josef Bschließmayer den 13 november 1922 i Wien, död 22 oktober 1984 i Marburg an der Lahn i dåvarande Västtyskland, var en österrikisk skådespelare. 1946 ändrade han efternamnet till Werner.

## Filmografi i urval
- 1939 – Hotel Sacher
- 1951 – Förrädare
- 1955 – Lola Montez – kurtisanen
- 1961 – Jules och Jim
- 1964 – Narrskeppet
- 1965 – Spionen som kom in från kylan
- 1966 – Fahrenheit 451
- 1968 – Mellanspel
- 1968 – Fiskarens skor
- 1976 – De fördömdas resa